# 제3지대
제3지대(제삼지대)는 한국에서 제작된 최무룡 감독의 1968년 영화이다. 최무룡 등이 주연으로 출연하였고 주동진 등이 제작에 참여하였다.

## 출연

### 주연
- 최무룡
- 김지미
- 박노식
- 오지명

### 조연
- 황정순
- 한은진
- 김동원
- 이대근

## 제작진
- 조명: 서병수
- 미술: 박석인